# Кавалеров, Пётр Алексеевич
Пётр Алексеевич Кавалеров (1 июля 1928, Стволино — 10 февраля 1994, Копейск) — советский шахтёр города Копейска, Герой Социалистического Труда (1957).

## Биография
Родился 1 июля 1928 года в деревне Стволино Понизовского района Смоленской области. 
В 1940—1948 годах работал в колхозе «Красный маяк». С 1948 года в Копейске.
По окончании Копейского горнопромышленного училища № 3 (1949) работал навалоотбойщиком на шахте № 45, ежегодно перевыполняя нормы выработки. В 1954 назначен бригадиром навалоотбойщиков. Опираясь на опыт передовых шахтёрских бригад страны, выступил инициатором изменения численных составов бригад и организации всей работы в лаве. В результате выросла добыча угля, уменьшилось количество бригад, сократилось число вспомогательных рабочих, уменьшились затраты на подготовку лав. Это позволило в 1954 году бригаде Кавалерова добыть 4 тысячи тонн угля сверх плана, в 1955 году — 15 тысяч, в 1956 году — 20 тысяч.
Опыт Кавалерова переняли на других участках шахты № 45. В лаве были организованы семинары бригадиров и горных мастеров, где ежемесячно обучалось более 50 человек.
С 1960 года работал бригадиром на шахте «Южно-Камышловская» треста «Копейскуголь». В 1962 окончил курсы машинистов угольных комбайнов, в 1968 году — Копейский горный техникум. С 1968 года — горный мастер. За 17 лет работы на шахтах Копейска П. А. Кавалеров добыл свыше 60 тысяч тонн угля сверх плана. Обучил своей профессии десятки молодых рабочих.
Скончался 10 февраля 1994 года в Копейске.